# Joseph Kaucsar
Joseph Kaucsar, nato Guyla Kaucsar (Abeuth, 20 settembre 1904 – 1986), è stato un calciatore rumeno naturalizzato francese, di ruolo centrocampista.